# Testa della Vergine (Pittoni)
La Testa della vergine, è un dipinto a olio su tela realizzato nel 1757 dal pittore italiano Giambattista Pittoni esposto nel Museo di Belle Arti di Strasburgo. Come hanno affermato molti critici lo sguardo della Vergine è molto misterioso, in quanto all'epoca non era usuale ritrarre la Madonna con gli occhi rivolti verso il basso.

## Descrizione
Il tocco pittorico e la tavolozza delicata dei colori sono caratteristiche tipiche di Pittoni. L'opera rappresenta un dettaglio del grande dipinto che si trova alla National Gallery di Londra dal titolo La Natività con Dio Padre e lo Spirito Santo. Il dipinto potrebbe anche essere un modello creato per la vendita da Pittoni o un disegno preparatorio (croquis) per una pala d'altare o per un'opera molto simile presente a Berlino alla Gemäldegalerie.

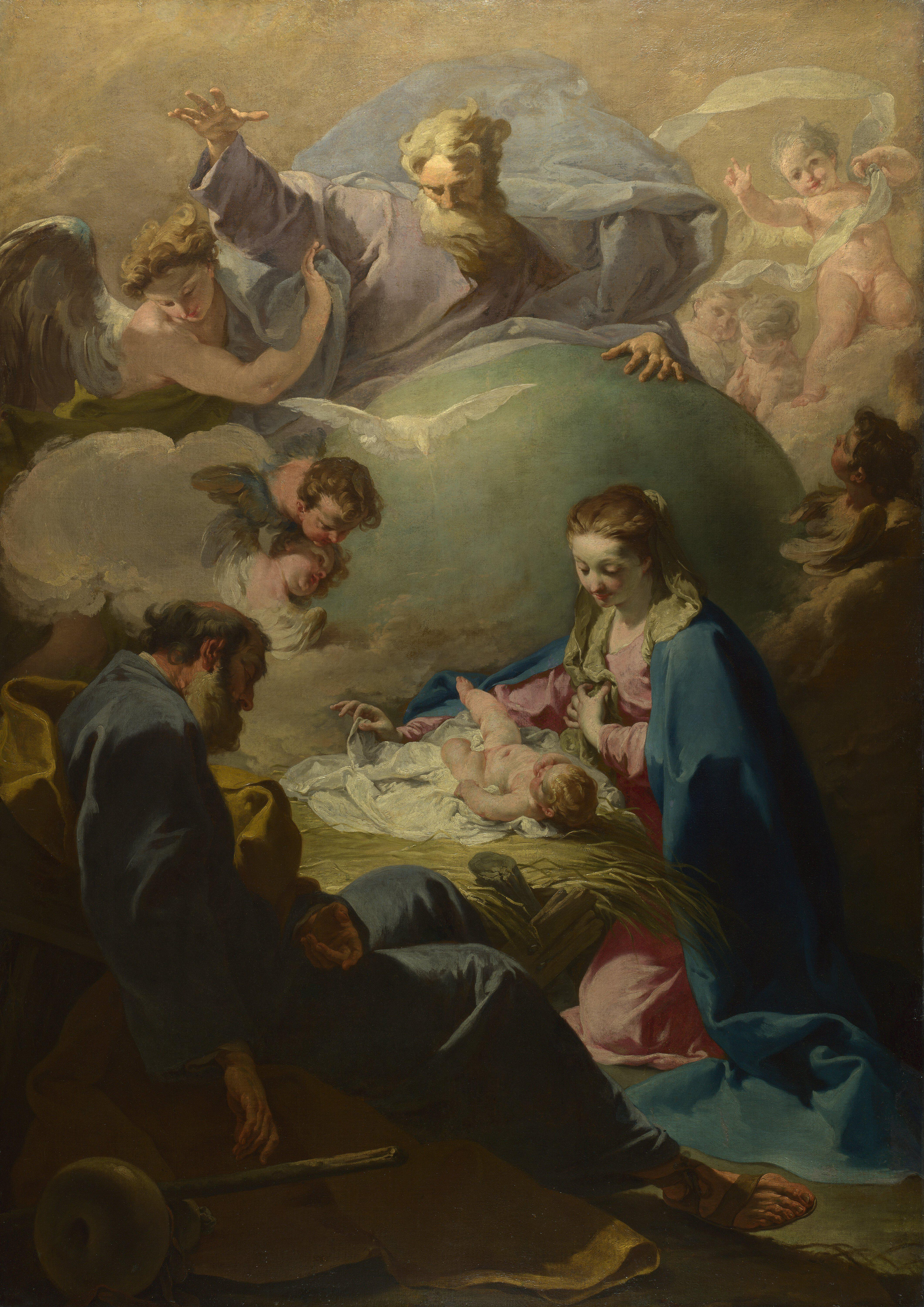
Natività con Dio Padre e lo Spirito Santo, National Gallery di Londra.

## Stile
Gli occhi chiusi che guardano in basso, per l'epoca, erano una rappresentazione unica e molto rara della Madonna, che si ripete anche nell'opera di Pittoni La Natività con Dio Padre e lo Spirito Santo ora alla National Gallery.
È possibile che Pittoni cerchi in essa un'ulteriore forza mistica, esasperando l'interpretazione del critico Alexander Nagel sulla Testa di donna di Leonardo da Vinci, in cui «gli occhi non si concentrano su alcun oggetto esteriore, e danno l'impressione che rimarranno dove sono: vedono attraverso il filtro di uno stato interiore, piuttosto che ricevere impressioni immediate dal mondo esterno. È l'atteggiamento di essere sospesi in uno stato mentale al di là del pensiero specifico, inconsapevole, persino, del proprio corpo, qui una vita interiore è suggerita da un nuovo ordine di effetti pittorici, senza ricorrere all'azione o alla narrazione.»